# Macromphalus abylensis
Macromphalus abylensis é uma espécie de molusco pertencente à família Vanikoridae.
A autoridade científica da espécie é Warén & Bouchet, tendo sido descrita no ano de 1988.
Trata-se de uma espécie presente no território português, incluindo a zona económica exclusiva.